# Dendrobium fargesii
Dendrobium fargesii är en orkidéart som beskrevs av Achille Eugène Finet. Dendrobium fargesii ingår i släktet Dendrobium, och familjen orkidéer. Inga underarter finns listade i Catalogue of Life.